# Mannitol
Mannitol is een polyol (of suiker-alcohol) die wordt gebruikt als natuurlijke zoetstof, antiklontermiddel en vulstof.
Mannitol is een natuurlijke zoetstof met 0,7 keer de zoetkracht van suiker. Het komt voor in allerlei soorten planten (vooral zeewieren) en heeft een zoete smaak, zonder bijsmaak. Mannitol wordt gebruikt in allerlei voedingsmiddelen. Behalve als zoetstof wordt het vaak ook gebruikt omdat het een betere structuur geeft aan bepaalde voedingsmiddelen en het uitdrogen ervan kan voorkomen.
Bij overmatig gebruik (gemiddeld meer dan 15 gram per dag) kan mannitol laxerend werken.
De stof is opgenomen in de lijst van essentiële geneesmiddelen van de WHO.